# Eriopyga punctulum
Eriopyga punctulum is een vlinder uit de familie van de uilen (Noctuidae). De wetenschappelijke naam van de soort is voor het eerst geldig gepubliceerd in 1852 door Achille Guenée, samen met die van het geslacht Eriopyga. Eriopyga punctulum is de typesoort van het geslacht Eriopyga.
De soort was afkomstig uit Nova Friburgo in Brazilië.